# 夜行TRAIN
| 夜行TRAIN  | 夜行TRAIN                                        |
| ---------- | ------------------------------------------------ |
| 出身地     | 日本                                             |
| ジャンル   | J-POP                                            |
| 活動期間   | 2020年 -                                         |
| 公式サイト | 公式Twitter                                      |
|            |                                                  |
| メンバー   | - 口十（ろと） - 紅音（あのん） - 冬麻（とうま） |

夜行TRAIN（ヤコウトレイン）は、ボーカロイドプロデューサーのDizをコンポーザーとして迎えたグループ音楽ユニット。メンバーは、口十（ろと）、紅音（あのん）、冬麻（とうま）の3人で構成（2021年1月現在）。
「日が沈んだら、きみに会いにいこうかな。」をコンセプトに、夜・恋愛・若者の心情を歌にした曲作りを行っている。

## 来歴
2020年12月27日に1stシングル「きみじかん逃飛行」にてデビュー。

## メンバー
- 口十（ろと） - ボーカル
- 紅音（あのん） - ボーカル
- 冬麻（とうま） - ボーカル

### サポートメンバー
- Diz - 作詞・作曲・編曲
- がーこ - イラスト・MV